# Axel Rudberg
Axel Rudberg, född den 20 mars 1882 i Västerås, död där den 23 januari 1956, var en svensk ämbetsman.
Rudberg, som var juris utriusque kandidat, blev landskontorist i Västmanlands län 1911, länsbokhållare där 1917 och länsassessor 1921. Han var landskamrerare i Västerbottens län 1929–1936 och i Västmanlands län 1936–1947. Rudberg blev riddare av Nordstjärneorden 1934 och kommendör av andra klassen av samma orden 1944. Han vilar på Hovdestalunds kyrkogård.